# La Chapelle-Saint-Laurent
La Chapelle-Saint-Laurent – miejscowość i gmina we Francji, w regionie Nowa Akwitania, w departamencie Deux-Sèvres.
Według danych na rok 1990 gminę zamieszkiwało 1749 osób, a gęstość zaludnienia wynosiła 61 osób/km² (wśród 1467 gmin regionu Poitou-Charentes La Chapelle-Saint-Laurent plasuje się na 162. miejscu pod względem liczby ludności, natomiast pod względem powierzchni na miejscu 190.).